# Clive Clark (futbolista)
Clive Clark (Leeds, Yorkshire del Oeste, Inglaterra, 12 de diciembre de 1940 - 1 de mayo de 2014) era un futbolista inglés.

## Carrera
Clark era un hábil de extremo izquierda que comenzó su carrera en el Leeds United. Se unió a Queens Park Rangers en septiembre de 1958, haciendo su debut ante el Bournemouth y pasó a jugar 66 partidos de liga con Rangers, anotando 8 goles. Se trasladó a West Bromwich Albion en 1960. Pasó nueve años en Hawthorns, formando parte de una fuerza de ataque legendaria que incluía a Tony Brown, Jeff Astle y Bobby Hope. Anotó dos goles del West Brom en su derrota a manos de Queens Park Rangers en la final de la Copa Liga de Fútbol de 1967, y también marcó en el partido de vuelta en la victoria del West Brom sobre el West Ham United en la final de la misma competición el año anterior.
Regresó a QPR brevemente en 1969, antes de firmar para Preston North End en 1969-70, haciendo su debut contra Bristol City el 24 de enero de 1970. Hizo 83 apariciones (incluyendo 2 como sub) para el club Deepdale, anotando 12 goles, y ganó una medalla de campeonato de Tercera División en 1970-71.
Clark se mudó a Southport en 1973, donde terminó su carrera después de 8 partidos y marcar 1 gol.

## Honores
West Brom
- FA Cup (1): 1968
- Football League Cup (1): 1966